# オマン湖 (ノースウエスト準州)
オマン湖（オマンこ、英語: Oman Lake）は、カナダのノースウエスト準州に位置する湖である。
カナダの首都オタワから北西に2600kmの場所に位置している。海抜は310m。湖の面積は79平方kmで、南北方向に16.3km、東西方向に14.4kmの大きさを持っている。
オマン湖周辺の人口密度は1平方km辺り2人未満であり、ほぼ無人である。
気候帯は亜寒帯気候に属する。
年平均気温は-10℃。1年で最も寒い1月の平均気温は-25℃で、1年で最も暖かい7月の平均気温は12℃である。